# Joseph Bitangcol
Joseph Bitangcol (Pampanga, 28 marzo 1984) è un attore filippino.

## Filmografia
- SCQ Reload Ok Ako! (2004) Serie TV
- Spirits (2004) Serie TV
- Vietnam Rose (2005) Serie TV
- Your Song, nell'episodio "Everything You Do" (2006)
- D' Lucky Ones! (2006)
- Komiks, negli episodi "Machete" (2006) e "Da adventures of Pedro Penduko" (2006)
- Crazy for You (2006) Serie TV
- Game K N B, nell'episodio del 5 ottobre 2006
- Shake Rattle and Roll 8 (2006)
- Margarita (2007) Serie TV
- Boys Nxt Door, nell'episodio "Hostage!" (2007)
- Nars (2007)
- Babangon ako't dudurugin kita, negli episodi "Evita's Suite" (2008) e "A Dilemma for Derek" (2008)
- Telebisyon (2008)
- Paupahan (2008)
- Walang Kawala (2008)
- May bukas pa, negli episodi "Bagong Pag-asa Is on Quarantine" (2009), "Enrique Seeks the Help of an Expert" (2009), "Dr. Marcelito Azarcon Arrives in Bagong Pag-asa" (2009) "Dr. Lito Discovers That His Wife Has Leukemia" (2009) e "Santino Cures Everyone in Bagong Pag-asa" (2009)
- Panahon na (2009)
- Tiagong Akyat (2009) Serie TV
- Nagsimula sa puso (2009) Serie TV
- Pendong (2010)
- If You Smile (2010) Cortometraggio uscito in home video
- Babaeng hampaslupa (2011) Serie TV
- Ligo na Ü Lapit na Me (2011)
- Nandito ako, nell'episodio 1x1 (2012)
- Crossroads (2012)
- Maalaala mo kaya, negli episodi "Cellphone (II)" (2008), "Bangkang papel" (2012) e "Saranggola (II)" (2013)
- Wagas, nell'episodio "Jopay & Joshua Love Story" (2014)